# Amaranthus pallidiflorus
Amaranthus pallidiflorus là loài thực vật có hoa thuộc họ Dền. Loài này được F.Muell. mô tả khoa học đầu tiên năm 1859.